# Diaphorus disjunctus
Diaphorus disjunctus är en tvåvingeart som beskrevs av Friedrich Hermann Loew 1857. Diaphorus disjunctus ingår i släktet Diaphorus och familjen styltflugor. Inga underarter finns listade i Catalogue of Life.